# Ed Lewis

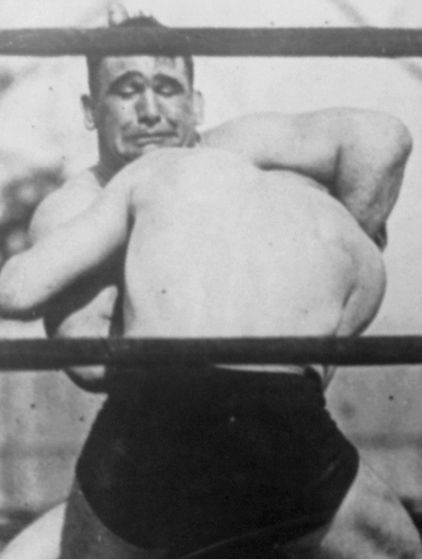
Ed Lewis

Ed „Strangler“ Lewis, eigentlich Robert Hermann Julius Friedrich, (* 30. Juni 1891 in Sheboygan Falls, Wisconsin; † 8. August 1966 in Muskogee, Oklahoma) war ein US-amerikanischer Ringer und mehrfacher Weltmeister der Berufsringer im freien Stil.

## Leben
Robert Friedrich stammte von deutschen Eltern ab, die in die Vereinigten Staaten ausgewandert waren. Er wuchs in seinem Geburtsort auf. Als er 13 Jahre alt war, zogen seine Eltern mit ihm nach Rapid Falls. Dort besuchte er eine High School, in der er auch erstmals mit dem Ringen in Verbindung kam. Dazu spielte er zu dieser Zeit auch noch Baseball. Mit 14 Jahren konzentrierte er sich aber doch auf das Ringen, ohne allerdings mit dem Baseball ganz aufzuhören. Als 16-Jähriger gewann er dann einige regionale Meisterschaften bei den Amateurringern. Etwas später bekam er einen Job als Assistant Athletic Director an der University of Kentucky. Dort hatte er Gelegenheit die menschliche Anatomie zu studieren und Rückschlüsse auf Kraft und Trainingseffekte zu ziehen.
Mit 18 Jahren war er zu einem jungen Mann von knapp 110 kg Körpergewicht mit einer sehr athletischen Figur herangereift. Er entschloss sich deshalb sein Glück als Berufsringer zu versuchen. Als Vorbild nahm er sich dabei den in den 1890er Jahren sehr erfolgreichen US-amerikanischen Ringer Evan Lewis und nannte sich nach diesem Ed „Strangler“ Lewis.
Ed „Strangler“ Lewis startete nunmehr eine Laufbahn, die ihn zum erfolgreichsten Berufsringer im freien Stil seiner Epoche werden ließ. Er wurde insgesamt viermal uneingeschränkter Weltmeister und gewann noch einige andere Weltmeistertitel hinzu, bei denen er nicht von allen damals existierenden Verbänden anerkannt war. Obwohl er zwischenzeitlich einige Male zurückgetreten war, dauerte diese Karriere bis in das Jahr 1948. Ed „Strangler“ Lewis war in seiner besten Zeit in den 1920er Jahren in den Vereinigten Staaten ungemein populär und bekannt. Er wurde seinerzeit, so unwahrscheinlich das heute klingt, mit so berühmten Sportlern jener Jahre wie Babe Ruth, Jack Dempsey, Bobby Jones, Gene Tunney und Bill Tilden auf eine Stufe gestellt.
Ende der 1940er Jahre begann Lewis langsam zu erblinden. Er trainierte und managte zu dieser Zeit den künftigen Weltmeister Lou Thesz, mit dem ihn eine enge Freundschaft verband. Er trat außerdem als Veranstalter von Profiveranstaltungen auf. Schließlich erblindete er ganz und zog sich aus dem Alltagsgeschäft zurück. Obwohl er in seinen besten Jahren mehrere Millionen Doller verdient hatte (die Angaben dazu schwanken zwischen 3 Millionen und 15 Millionen) verstarb er schließlich am 30. Juni 1966 in Muskogee mittellos in einem Altenheim.

## Sportliche Laufbahn

### 1910 bis 1919
Nach ersten Erfolgen als Berufsringer fand er in Jerry Walls einen ersten berufsmäßigen Betreuer, der sich um seine finanziellen Angelegenheiten kümmerte. Später wurde dann der in diesem Metier mit allen Wassern gewaschene Billy Sandow sein Manager. Im Jahre 1910 bekam Ed „Strangler“ Lewis erstmals die Gelegenheit gegen einen der führenden Berufsringer jener Jahre zu kämpfen, nämlich gegen den Polen Stanislaus Zbyszko. Der an Erfahrung um einiges reichere Zbyszko gewann diesen Kampf in überlegenem Stil und zeigte dem gerade Neunzehnjährigen seine Grenzen auf.
„Strangler“ Lewis musste nun den harten Weg eines Profi-Neulings gegen und sich langsam nach oben kämpfen. In den nächsten fünf Jahren kam er zwar zu vielen Siegen. Prominente Gegner bekam er aber zunächst kaum. 1913 gelang es ihm jedoch sich durch zwei Siege eindringlich in der Freistilringerszene (Catch as catch can) bekannt zu machen. Er besiegte am 18. September 1913 in Lexington Ben Roller und am 15. Dezember 1913, wieder in Lexington, den Ex-Weltmeister Tom Jenkins.
Am 20. Oktober 1915 erhielt er die Chance, in Evansville (Indiana) gegen Joe Stecher zu kämpfen, der damals schon einer der besten Freistilringer der Welt war. Nach 2 Stunden und 3 Minuten Kampfzeit fiel er dabei bei einer Aktion aus dem Ring und landete so unglücklich auf einem Stuhl, dass er mit einer Schulterverletzung nicht weiterringen konnte. Bis zu diesem Unfall hatte er aber Joe Stecher einen ausgeglichenen Kampf geliefert. In den nächsten Jahren sollte dieser einer der härtesten Konkurrenten von ihm im Kampf um die Weltmeisterschaft im Schwergewicht werden.
Kaum wiederhergestellt, nahm Lewis im Dezember 1915 in New York an einem Turnier im griechisch-römischen Stil teil. Er kämpfte dabei gegen den amtierenden Schwergewichts-Weltmeister in dieser Stilart, den Russen Alexander Aberg unentschieden und verlor gegen diesen in einem weiteren Kampf nach einer Kampfzeit von 1 Stunde und 4 Minuten. Bei diesem Turnier kämpfte er auch gegen den Bruder von Stanilaus Zbyszko, Wladek Zbyszko, einem hervorragenden Ringer im griechisch-römischen Stil, unentschieden.
Am 20. Dezember und am 22. Dezember 1915 gewann er gegen einen berühmten Freistilringer mit dem Künstlernamen „The Masked Marvel“ zweimal nacheinander. Verlor aber am 29. Dezember 1915 in New York in einem Kampf im griech.-röm. Stil noch einmal gegen Alexander Aberg.
Am 15. Januar 1916 siegte Lewis erneut gegen Ben Roller. Am 4. Juli 1916 kämpfte er dann in Omaha wieder gegen Joe Stecher. Dieser Kampf ist in die Ringkampfgeschichte eingegangen, denn er dauerte vier Stunden und 52 Minuten (in manchen Veröffentlichungen ist gar von fünf Stunden und 30 Minuten die Rede) und endete unentschieden. Am 22. Dezember 1926 musste Lewis in New York eine Niederlage von Wladek Zbyszko einstecken.
Lewis war nun vollständig in der Spitzengruppe der besten Berufsringer in beiden Stilarten etabliert, kämpfte künftig aber nur noch im freien Stil. Am 2. Mai 1917 wurde er dann mit einem Sieg über den Finnen Johan Olin erstmals Weltmeister der Profis im freien Stil. Allerdings wurde er nicht von allen Staaten als Weltmeister anerkannt, da der Titelgewinn Olins gegen Joe Stecher umstritten war. Trotzdem verteidigte er diesen Titel am 21. Juni 1918 in Des Moines mit einem Sieg über Earl Caddock erfolgreich. Am 3. März 1919 gelang ihm in Chicago nach einer Kampfzeit von 2 Stunden, 12 Minuten und 37 Sekunden auch sein erster Sieg über Joe Stecher und am 11. Juni 1919 feierte er in Omaha einen Sieg nach 1 Stunde, 34 Minuten und 45 Sekunden über den aufstrebenden Griechen Jim Londos.

### 1920 bis 1929
Am 13. Dezember 1920 erzielte Ed Lewis in New York nach einer Kampfzeit von 1 Stunde, 41 Minuten und 56 Sekunden einen neuerlichen Sieg über Joe Stecher und wurde nunmehr von allen Verbänden als uneingeschränkter Weltmeister der Berufsringer im freien Stil anerkannt. Diesen Titel verlor er allerdings schon am 6. Mai 1921 in New York an Stanislaus Zbyszko, holte sich ihn aber am 3. März 1922 in Wichita von diesem wieder zurück.
Nach seinem Titelgewinn vom 13. Dezember 1920 gründete Lewis zusammen mit seinem Manager Billy Sandow und dem gerissenen Manager und Promoter Joseph „Toots“ Mundt des sogenannten „Golden-Trust-Trio“. Diese Gruppe beherrschte in den nächsten 10 Jahren, hart bekämpft von der Gruppe Joe Stecher/Tony Stecher sowie von Jack Curley, einem anderen wichtigen Promoter, das Ringkampfgeschen in den Vereinigten Staaten.
Nachdem in den darauf folgenden Jahren die Zuschauerresonanz bei den großen Berufsringer-Veranstaltungen zurückgegangen war, beschloss das „Golden-Trust-Trio“ durch neue Leute neues Leben in den Ringkampfsport zu bringen. Sie protegierte dazu den US-amerikanischen Football-Star Wayne Munn als Schwergewichtsringer. Diesem gelang es am 8. Januar 1925 in Kansas City, Weltmeister durch einen Sieg, über seinen Protege Ed „Strangler“ Lewis zu werden, wobei der Kampfausgang natürlich abgesprochen war.
Wayne Munn verteidigte am 15. April 1925 in Philadelphia seinen Titel gegen Stanislaus Zbyszko, der sich absprachegemäß freiwillig „hinlegen“ sollte. Zbyszko hielt sich jedoch, beeinflusst von Jack Curley, nicht an diese Absprache, besiegte Wayne Munn und musste somit zum neuen Weltmeister ausgerufen werden.
Joe Stecher und Ed „Strangler“ Lewis beendeten daraufhin ihre Differenzen. Das hatte zur Folge, dass Jos Stecher sich sehr bald den Weltmeister-Titel von Stanislaus Zbyszko holte und Wayne Munn für das „Gold-Trust-Trio“ keine Rolle mehr spielte. Ed „Strangler“ Lewis besiegte Munn dann am 12. Mai 1927 in Louisville und zeigte diesem damit seine Grenzen noch einmal auf. Am 28. Februar 1928 holte sich Ed „Strangler“ Lewis auf dem Wrigley Field in Chicago dann mit einem Sieg über Joe Stecher in drei Gängen, von denen er zwei gewann, den Weltmeister-Titel zurück.
Diesen Titel verteidigte er am 12. März 1928 in Chicago mit einem Sieg über den Ukrainer Alexander Garkawienko sowie am 28. Mai 1928 in Minneapolis und am 9. Juli 1928 erneut in Minneapolis jeweils gegen Marin Plestina erfolgreich. Am 4. Januar 1929 verlor er aber seinen Titel an den neuen US-amerikanischen Star Gus Sonnenberg.

### 1930 bis 1948
Ed „Strangler“ Lewis Versuche, sich den Titel von Gus Sonnenberg zurückzuholen, scheiterten am 20. Mai 1930 in Kansas City und am 18. Juni 1930 in Milwaukee. Beide Kämpfe gewann Gus Sonnenberg.
Er war aber nicht unterzukriegen. Am 13. Mai 1931 holte er sich auf dem „Wrigley-Field“ in Chicago mit einem Sieg über Ed Don George, der Gus Sonnenberg entthront hatte, zum vierten Mal den uneingeschränkt anerkannten Weltmeister-Titel im Schwergewicht. Schon bald darauf kam es aber wieder zu Unstimmigkeiten bei der Vergabe des WM-Titels. Ed Lewis traf nämlich am 4. Mai 1931 in Montreal auf den Franzosen Henri Deglane, Olympiasieger von 1924 in Paris und verlor diesen Kampf umstritten. Daraufhin anerkannten einige Verbände weiterhin Ed „Strangler“ Lewis als Weltmeister, einige andere aber, darunter die so mächtige Kommission von New York anerkannten Henri Deglane als Weltmeister.
Am 6. Juni 1932 besiegte Lewis in New York den NWA-Weltmeister Richard Schikat aus Deutschland. Er kämpfte dann am 20. Februar 1933 im Madison Square Garden zu New York gegen Jim Browning auch um den WM-Titel nach der NYSAC-Version, verlor diesen Kampf aber. Einen legendären Kampf lieferte sich er 1933 im Madison Square Garden auch noch mit dem Deutschrussen Pete Sauer (Ray Steele). Beide Ringer standen sich mehr oder weniger untätig zwanzig Minuten lang gegenüber. Auf das wütende Gepfeife des Publikums antwortete der entnervte Pete Sauer mit einem gezielten Faustschlag gegen das Kinn von Lewis, der daraufhin k. o. ging. Sauer aber wurde disqualifiziert.
Am 20. September 1934 kämpfte Ed Lewis in New York gegen den amtierenden Weltmeister Jim Londos und verlor diesen Kampf, dem 35.265 zahlende Zuschauer beiwohnten, die für eine Rekordeinnahme von 96.302 Dollar sorgten. Dieser Einnahmerekord hielt bis 1950.
1937 startete Ed „Strangler“ Lewis mehrmals in Neuseeland, wo sich eine interessante Berufsringerszene herausgebildet hatte. Er siegte dort über Floyd Marshall, John Spellman, Glen Wade und Earl McCready, den kanadischen Meister.
Auch danach stand er, in die Vereinigten Staaten zurückgekehrt, bis 1948 noch einige Male im Ring, hatte dabei aber keine bedeutenden Gegner mehr. 1948 trat er schließlich endgültig zurück. Er soll in seiner Laufbahn insgesamt 6.200 Kämpfe bestritten haben, von denen er nur 33 verlor.